# Греблошь
Греблошь — деревня в Боровичском районе Новгородской области, входит в состав Прогресского сельского поселения.
Расположена в 5 км к северу от райцентра Боровичи. Ближайшие населённые пункты: деревни Прудник, Ненаежники, Власиха.
К северу от Греблоши в урочище Уголок находятся памятники архитектуры и градостроительства усадьбы Зонн (водный источник, дом усадебный и парк 8,53 га).

## История
О древнем заселении здешних мест свидетельствует памятник археологии XII—XV вв. — жальник, расположенный в 200 м к северо-востоку от Греблоши.
В Боровичском уезде Новгородской губернии в 1911 году деревня Греблыш находилась на территории Новоселицкой волости, число жителей тогда было — 151, дворов — 28, деревня тогда находилась на земле Ненаежницкого сельского общества, в деревне тогда была часовня и хлебозапасный магазин. По постановлению ВЦИК от 3 апреля 1924 года Новоселицкая волость была упразднена, а деревня вошла в состав вновь образованной Боровичской волости Боровичского уезда Новгородской губернии. Население деревни Греблошь по переписи населения 1926 года — 140 человек. Затем, с августа 1927 года, деревня Греблошь в составе Тухунского сельсовета новообразованного Боровичского района новообразованного Боровичского округа в составе переименованной из Северо-Западной в Ленинградскую области. С ноября 1928 года Тухунский сельсовет переименован в Греблошский, а Греблошь — центр сельсовета. По постановлению ЦИК и СНК СССР от 23 июля 1930 года Боровичский округ был упразднён, а район перешёл в прямое подчинение Леноблисполкому. Население деревни Греблошь в 1940 году было 128 человек. Указом Президиума Верховного Совета СССР от 5 июля 1944 года была образована Новгородская область и Боровичский район вошёл в её состав.
Решением Новгородского облисполкома № 296 от 9 апреля 1960 года Греблошский сельсовет был упразднён, а Греблошь вошла в состав Большелесовского сельсовета.
Во время неудавшейся всесоюзной реформы по делению на сельские и промышленные районы и парторганизации, в соответствии с решениями ноябрьского (1962 года) пленума ЦК КПСС «о перестройке партийного руководства народным хозяйством» с 10 декабря 1962 года и сельсовет и деревня вошли в крупный Боровичский сельский район, а 1 февраля 1963 года административный Боровичский район был упразднён. Пленум ЦК КПСС, состоявшийся 16 ноября 1964 года, восстановил прежний принцип партийного руководства народным хозяйством, после чего Указом Верховного Совета РСФСР от 12 января 1965 года сельские районы были преобразованы вновь в административные районы и решением Новгородского облисполкома от 12 января 1965 года и Большелесовский сельсовет и деревня Греблошь вновь в Боровичском районе. Решением Новгородского облисполкома № 187 от 5 мая 1978 года Большелесовский сельсовет был переименован в Прогресский.
После прекращения деятельности Прогресского сельского Совета в начале 1990-х стала действовать Администрация Прогресского сельсовета, которая была упразднена с 1 января 2006 года на основании постановления Администрации города Боровичи и Боровичского района от 18 октября 2005 года и деревня Греблошь, по результатам муниципальной реформы входила в состав муниципального образования — Прогресское сельское поселение Боровичского муниципального района (местное самоуправление), по административно-территориальному устройству была подчинена администрации Прогресского сельского поселения Боровичского района.

## Население
| 2000 | 2001 | 2002 | 2003 | 2004 | 2005 | 2006 |
| ---- | ---- | ---- | ---- | ---- | ---- | ---- |
| 48   | ↗49  | →49  | ↘34  | →34  | ↗37  | ↘32  |
| 2007 | 2008 | 2009 | 2010 |      |      |      |
| ↗35  | ↘30  | ↗31  | ↘23  |      |      |      |

### Национальный состав
По переписи населения 2002 года, в деревне Греблошь проживали 36 человек (86 % русские)